# Charles-François Daubigny
Charles-François Daubigny (n. 15 februarie 1817, Paris, Franța – d. 19 februarie 1878, Paris, Franța) a fost unul dintre pictorii de la Școala de la Barbizon, și este considerat un important precursor al impresionismului.